# World Cup (Männer-Handball) 2006
Der World Cup 2006 war die elfte Austragung des World Cups im Handball der Männer. Aus Sponsoringgründen trug er den Namen Statoil World Cup. Das Turnier mit acht teilnehmenden Nationalmannschaften fand vom 24. bis 29. Oktober 2006 in Schweden und Deutschland statt. Das Finale wurde in Malmö ausgetragen.

## Modus
In zwei Vorrundengruppen spielten je vier Teams im Modus Jeder-gegen-jeden. Die Erst- und Zweitplatzierten spielten über Kreuz in den Halbfinals die Teilnehmer für das Finale sowie das Spiel um Platz 3 aus. Die Dritt- und Viertplatzierten der Vorrunde spielten über Kreuz die Teilnehmer der Spiele um die Plätze 5/6 und um die Plätze 7/8 aus.
Die Spielzeit der Vorrundenspiele betrug 2 mal 30 Minuten. Alle anderen Spiele gingen bei Gleichstand nach 60 Minuten ohne Verlängerung ins Siebenmeterwerfen.

## Vorrunde

### Gruppe A
| Pl. | Land         | Sp. | S | U | N | Tore    | Diff. | Punkte |
| --- | ------------ | --- | - | - | - | ------- | ----- | ------ |
| 1.  | Schweden     | 3   | 2 | 1 | 0 | 091:770 | +14   | 5      |
| 2.  | Tunesien     | 3   | 2 | 0 | 1 | 097:920 | +5    | 4      |
| 3.  | Spanien      | 3   | 1 | 0 | 2 | 076:740 | +2    | 2      |
| 4.  | Griechenland | 3   | 0 | 0 | 3 | 064:850 | −21   | 0      |

| 24. Oktober 2006 | Spanien                      | 35:30   | Tunesien                   | Baltiska Hallen, Malmö Zuschauer: 412 Schiedsrichter: Peter Hansson, Peter Olsson |
| 24. Oktober 2006 | meiste Tore: Iker Romero (9) | (18:15) | meiste Tore: Issam Tej (8) | Baltiska Hallen, Malmö Zuschauer: 412 Schiedsrichter: Peter Hansson, Peter Olsson |
| 24. Oktober 2006 | rfebm.com                    |         |                            | Baltiska Hallen, Malmö Zuschauer: 412 Schiedsrichter: Peter Hansson, Peter Olsson |

| 24. Oktober 2006 | Schweden                       | 30:24   | Griechenland                    | Baltiska Hallen, Malmö Zuschauer: 1018 Schiedsrichter: Renārs Līcis, Zigmārs Stolarovs |
| 24. Oktober 2006 | meiste Tore: Jonas Källman (6) | (13:13) | meiste Tore: Saša Živulović (5) | Baltiska Hallen, Malmö Zuschauer: 1018 Schiedsrichter: Renārs Līcis, Zigmārs Stolarovs |
| 24. Oktober 2006 | handboll.capmind.se            |         |                                 | Baltiska Hallen, Malmö Zuschauer: 1018 Schiedsrichter: Renārs Līcis, Zigmārs Stolarovs |

| 25. Oktober 2006 | Spanien                        | 22:16   | Griechenland                     | Baltiska Hallen, Malmö Zuschauer: 443 Schiedsrichter: Peter Hansson, Peter Olsson |
| 25. Oktober 2006 | meiste Tore: Juanín García (6) | (15:10) | meiste Tore: Savas Karipidis (8) | Baltiska Hallen, Malmö Zuschauer: 443 Schiedsrichter: Peter Hansson, Peter Olsson |
| 25. Oktober 2006 | rfebm.com                      |         |                                  | Baltiska Hallen, Malmö Zuschauer: 443 Schiedsrichter: Peter Hansson, Peter Olsson |

| 25. Oktober 2006 | Tunesien                                   | 34:33   | Schweden                       | Baltiska Hallen, Malmö Zuschauer: 1381 Schiedsrichter: Per Olesen, Lars Ejby Pedersen |
| 25. Oktober 2006 | meiste Tore: Issam Tej, Anouar Ayed (je 8) | (15:18) | meiste Tore: Dalibor Doder (9) | Baltiska Hallen, Malmö Zuschauer: 1381 Schiedsrichter: Per Olesen, Lars Ejby Pedersen |
| 25. Oktober 2006 | handboll.capmind.se                        |         |                                | Baltiska Hallen, Malmö Zuschauer: 1381 Schiedsrichter: Per Olesen, Lars Ejby Pedersen |

| 26. Oktober 2006 | Tunesien | 33:24 | Griechenland | Ishallen, Växjö Zuschauer: ? Schiedsrichter: ? |
| 26. Oktober 2006 | (19:14)  |       |              | Ishallen, Växjö Zuschauer: ? Schiedsrichter: ? |
| 26. Oktober 2006 |          |       |              | Ishallen, Växjö Zuschauer: ? Schiedsrichter: ? |

| 26. Oktober 2006 | Schweden                       | 28:19  | Spanien                                           | Ishallen, Växjö Zuschauer: 2315 Schiedsrichter: Per Olesen, Lars Ejby Pedersen |
| 26. Oktober 2006 | meiste Tore: Kim Andersson (8) | (11:8) | meiste Tore: Rubén Garabaya, Juanín García (je 4) | Ishallen, Växjö Zuschauer: 2315 Schiedsrichter: Per Olesen, Lars Ejby Pedersen |
| 26. Oktober 2006 | handboll.capmind.se            |        |                                                   | Ishallen, Växjö Zuschauer: 2315 Schiedsrichter: Per Olesen, Lars Ejby Pedersen |

### Gruppe B
| Pl. | Land        | Sp. | S | U | N | Tore     | Diff. | Punkte |
| --- | ----------- | --- | - | - | - | -------- | ----- | ------ |
| 1.  | Dänemark    | 3   | 3 | 0 | 0 | 0100:890 | +11   | 6      |
| 2.  | Kroatien    | 3   | 2 | 0 | 1 | 0104:870 | +17   | 4      |
| 3.  | Deutschland | 3   | 1 | 0 | 2 | 092:910  | +1    | 2      |
| 4.  | Serbien     | 3   | 0 | 0 | 3 | 089:1180 | −29   | 0      |

| 24. Oktober 2006 | Dänemark                            | 34:33   | Kroatien                      | AWD-Dome, Bremen Zuschauer: 2250 Schiedsrichter: Bernd Methe, Reiner Methe |
| 24. Oktober 2006 | meiste Tore: Michael V. Knudsen (5) | (17:17) | meiste Tore: Mirza Džomba (7) | AWD-Dome, Bremen Zuschauer: 2250 Schiedsrichter: Bernd Methe, Reiner Methe |
| 24. Oktober 2006 | haandbold.dk                        |         |                               | AWD-Dome, Bremen Zuschauer: 2250 Schiedsrichter: Bernd Methe, Reiner Methe |

| 24. Oktober 2006 | Deutschland                      | 40:32   | Serbien                           | AWD-Dome, Bremen Zuschauer: 3270 Schiedsrichter: Peter Brunovsky, Vladimir Canda |
| 24. Oktober 2006 | meiste Tore: Sebastian Preiß (6) | (23:16) | meiste Tore: Mladen Bojinović (8) | AWD-Dome, Bremen Zuschauer: 3270 Schiedsrichter: Peter Brunovsky, Vladimir Canda |
| 24. Oktober 2006 | thw-handball.de                  |         |                                   | AWD-Dome, Bremen Zuschauer: 3270 Schiedsrichter: Peter Brunovsky, Vladimir Canda |

| 25. Oktober 2006 | Dänemark                           | 37:31   | Serbien                           | TUI Arena, Hannover Zuschauer: 5800 Schiedsrichter: Nenad Krstic, Peter Ljubic |
| 25. Oktober 2006 | meiste Tore: Lars Christiansen (8) | (16:15) | meiste Tore: Mladen Bojinović (9) | TUI Arena, Hannover Zuschauer: 5800 Schiedsrichter: Nenad Krstic, Peter Ljubic |
| 25. Oktober 2006 | haandbold.dk                       |         |                                   | TUI Arena, Hannover Zuschauer: 5800 Schiedsrichter: Nenad Krstic, Peter Ljubic |

| 25. Oktober 2006 | Kroatien                      | 30:27   | Deutschland                  | TUI Arena, Hannover Zuschauer: 6387 Schiedsrichter: Peter Brunovsky, Vladimir Canda |
| 25. Oktober 2006 | meiste Tore: Mirza Džomba (8) | (14:16) | meiste Tore: Pascal Hens (5) | TUI Arena, Hannover Zuschauer: 6387 Schiedsrichter: Peter Brunovsky, Vladimir Canda |
| 25. Oktober 2006 | thw-handball.de               |         |                              | TUI Arena, Hannover Zuschauer: 6387 Schiedsrichter: Peter Brunovsky, Vladimir Canda |

| 26. Oktober 2006 | Kroatien                      | 41:26   | Serbien                                | AWD-Dome, Bremen Zuschauer: 2500 Schiedsrichter: Bernd Methe, Reiner Methe |
| 26. Oktober 2006 | meiste Tore: Renato Sulić (8) | (19:11) | meiste Tore: Aleksandar Stojanović (6) | AWD-Dome, Bremen Zuschauer: 2500 Schiedsrichter: Bernd Methe, Reiner Methe |
| 26. Oktober 2006 | handball-world.news           |         |                                        | AWD-Dome, Bremen Zuschauer: 2500 Schiedsrichter: Bernd Methe, Reiner Methe |

| 26. Oktober 2006 | Dänemark                        | 29:25   | Deutschland                  | AWD-Dome, Bremen Zuschauer: 4000 Schiedsrichter: Nenad Krstic, Peter Ljubic |
| 26. Oktober 2006 | meiste Tore: Bo Spellerberg (8) | (15:11) | meiste Tore: Markus Baur (6) | AWD-Dome, Bremen Zuschauer: 4000 Schiedsrichter: Nenad Krstic, Peter Ljubic |
| 26. Oktober 2006 | thw-handball.de                 |         |                              | AWD-Dome, Bremen Zuschauer: 4000 Schiedsrichter: Nenad Krstic, Peter Ljubic |

## Platzierungsspiele

### Zwischenrunde
| 28. Oktober 2006 | Serbien                         | 34:32 n. S.      | Spanien                       | Idrottens Hus, Helsingborg Zuschauer: 574 Schiedsrichter: Per Olesen, Lars Ejby Pedersen |
| 28. Oktober 2006 | meiste Tore: Nenad Vučković (6) | (12:19), (30:30) | meiste Tore: Albert Rocas (6) | Idrottens Hus, Helsingborg Zuschauer: 574 Schiedsrichter: Per Olesen, Lars Ejby Pedersen |
| 28. Oktober 2006 | rfebm.com                       |                  |                               | Idrottens Hus, Helsingborg Zuschauer: 574 Schiedsrichter: Per Olesen, Lars Ejby Pedersen |

| 28. Oktober 2006 | Deutschland                       | 24:21   | Griechenland                        | Idrottens Hus, Helsingborg Zuschauer: 435 Schiedsrichter: Renārs Līcis, Zigmārs Stolarovs |
| 28. Oktober 2006 | meiste Tore: Florian Kehrmann (8) | (10:10) | meiste Tore: Alexandros Alvanos (7) | Idrottens Hus, Helsingborg Zuschauer: 435 Schiedsrichter: Renārs Līcis, Zigmārs Stolarovs |
| 28. Oktober 2006 | thw-handball.de                   |         |                                     | Idrottens Hus, Helsingborg Zuschauer: 435 Schiedsrichter: Renārs Līcis, Zigmārs Stolarovs |

### Halbfinals
| 28. Oktober 2006 | Kroatien                   | 27:26   | Schweden                       | Idrottens Hus, Helsingborg Zuschauer: 1675 Schiedsrichter: Henrik La Cour Laursen, Jens Carl Nielsen |
| 28. Oktober 2006 | meiste Tore: Igor Vori (8) | (14:14) | meiste Tore: Jonas Larholm (7) | Idrottens Hus, Helsingborg Zuschauer: 1675 Schiedsrichter: Henrik La Cour Laursen, Jens Carl Nielsen |
| 28. Oktober 2006 | handboll.capmind.se        |         |                                | Idrottens Hus, Helsingborg Zuschauer: 1675 Schiedsrichter: Henrik La Cour Laursen, Jens Carl Nielsen |

| 28. Oktober 2006 | Tunesien                      | 33:32 n. S.      | Dänemark                                            | Idrottens Hus, Helsingborg Zuschauer: 1800 Schiedsrichter: ? |
| 28. Oktober 2006 | meiste Tore: Wissem Hmam (11) | (14:15), (30:30) | meiste Tore: Lasse Boesen, Lars Christiansen (je 5) | Idrottens Hus, Helsingborg Zuschauer: 1800 Schiedsrichter: ? |
| 28. Oktober 2006 | haandbold.dk                  |                  |                                                     | Idrottens Hus, Helsingborg Zuschauer: 1800 Schiedsrichter: ? |

### Spiel um Platz 7
| 29. Oktober 2006 | Spanien                      | 27:26   | Griechenland                                             | Baltiska Hallen, Malmö Zuschauer: 352 Schiedsrichter: Henrik La Cour Laursen, Jens Carl Nielsen |
| 29. Oktober 2006 | meiste Tore: Iker Romero (5) | (10:15) | meiste Tore: Karipidis, Mastorogiannis, Vasilakis (je 5) | Baltiska Hallen, Malmö Zuschauer: 352 Schiedsrichter: Henrik La Cour Laursen, Jens Carl Nielsen |
| 29. Oktober 2006 | rfebm.com                    |         |                                                          | Baltiska Hallen, Malmö Zuschauer: 352 Schiedsrichter: Henrik La Cour Laursen, Jens Carl Nielsen |

### Spiel um Platz 5
| 29. Oktober 2006 | Deutschland                       | 27:22   | Serbien                                          | Baltiska Hallen, Malmö Zuschauer: 664 Schiedsrichter: Per Olesen, Lars Ejby Pedersen |
| 29. Oktober 2006 | meiste Tore: Florian Kehrmann (7) | (14:15) | meiste Tore: Momir Ilić, Vukašin Rajković (je 6) | Baltiska Hallen, Malmö Zuschauer: 664 Schiedsrichter: Per Olesen, Lars Ejby Pedersen |
| 29. Oktober 2006 | thw-handball.de                   |         |                                                  | Baltiska Hallen, Malmö Zuschauer: 664 Schiedsrichter: Per Olesen, Lars Ejby Pedersen |

### Spiel um Platz 3
| 29. Oktober 2006 | Schweden                       | 26:24   | Dänemark                            | Baltiska Hallen, Malmö Zuschauer: 1638 Schiedsrichter: Renārs Līcis, Zigmārs Stolarovs |
| 29. Oktober 2006 | meiste Tore: Dalibor Doder (7) | (14:12) | meiste Tore: Michael V. Knudsen (5) | Baltiska Hallen, Malmö Zuschauer: 1638 Schiedsrichter: Renārs Līcis, Zigmārs Stolarovs |
| 29. Oktober 2006 | handboll.capmind.se            |         |                                     | Baltiska Hallen, Malmö Zuschauer: 1638 Schiedsrichter: Renārs Līcis, Zigmārs Stolarovs |

### Spiel um Platz 1
| 29. Oktober 2006 | Kroatien                     | 33:31 n. S.      | Tunesien                      | Baltiska Hallen, Malmö Zuschauer: 1800 Schiedsrichter: Peter Hansson, Peter Olsson |
| 29. Oktober 2006 | meiste Tore: Ljubo Vukić (7) | (15:13), (29:29) | meiste Tore: Wissem Hmam (13) | Baltiska Hallen, Malmö Zuschauer: 1800 Schiedsrichter: Peter Hansson, Peter Olsson |
| 29. Oktober 2006 | handball-world.news          |                  |                               | Baltiska Hallen, Malmö Zuschauer: 1800 Schiedsrichter: Peter Hansson, Peter Olsson |

## Abschlussplatzierungen
| Kroatien | Tunesien | Schweden |
| Venio Losert Dragan Jerković Ljubo Vukić Renato Sulić Ivano Balić Ivan Vukas Blaženko Lacković Vedran Zrnić Marko Bagarić Igor Vori Davor Dominiković Mirza Džomba Drago Vuković Goran Šprem Denis Špoljarić Petar Metličić Damir Bičanić | Hamdi Missaoui Marouen Maggaiz Wassim Hlel Slim Hedoui Mahmoud Gharbi Issam Tej Jaleleddine Touati Wissem Hmam Aymen Hammed Wael Horri Marouan Hajd Ahmed Wissem Bousnina Sahbi Ben Aziza Heykel Megannem Anouar Ayed Sobhi Saied Makrem Jerou | Tomas Svensson Dan Beutler Fredrik Ohlander Martin Boquist Per Thomas Linders Henrik Lundström Kim Andersson Jonas Källman Magnus Jernemyr Jan Lennartsson Lukas Karlsson Kristian Meijer Dalibor Doder Rasmus Wremer Patrik Johansson Jonas Larholm Tobias Karlsson Erik Fritzon |
| Lino Cervar (Trainer) | Sead Hasanefendic (Trainer) | Ingemar Linnéll (Trainer) |

- 4. Platz:  Dänemark

Kader: Kasper Hvidt, Sune Agerschou, Peter Henriksen, Lars Møller Madsen, Lars Troels Jørgensen, Claus Møller Jakobsen, Lars Rasmussen, Lars Christiansen, Kasper Irming Andersen, Bo Spellerberg, Michael V. Knudsen, Henrik Hansen, Anders Oechsler, Jesper Nøddesbo, Hans Lindberg, Andreas Toudahl, Rune Ohm, Lasse Boesen, Joachim Boldsen, Søren Stryger, Kasper Søndergaard, Mikkel Aagard. Trainer: Ulrik Wilbek
- 5. Platz:  Deutschland

Kader: Henning Fritz, Carsten Lichtlein, Pascal Hens, Michael Hegemann, Oliver Roggisch, Dominik Klein, Rolf Hermann, Michael Haaß, Sebastian Preiß, Holger Glandorf, Markus Baur, Torsten Jansen, Andrej Klimovets, Florian Kehrmann, Christian Sprenger, Christian Zeitz, Johannes Bitter. Trainer: Heiner Brand
- 6. Platz:  Serbien

Kader: Dragan Marjanac, Vladimir Perišić, Nikola Kojić, Žarko Šešum, Dobrivoje Marković, Nenad Vučković, Aleksandar Stojanović, Vladica Stojanović, Alem Toskić, Vukašin Rajković, Mladen Bojinović, Marinko Kekezović, Rajko Prodanović, Rastko Stojković, Momir Ilić, Ratko Nikolić, Nikola Manojlović. Trainer: Jovica Cvetković
- 7. Platz:  Spanien

Kader: José Javier Hombrados, David Barrufet, Alberto Entrerríos, Albert Rocas, Raúl Entrerríos, Rubén Garabaya, Carlos Prieto, Mateo Garralda, Roberto García Parrondo, David Davis, Juanín García, Iker Romero, Mariano Ortega, Chema Rodríguez, Viran Morros, Julen Aguinagalde. Trainer: Juan Carlos Pastor
- 8. Platz:  Griechenland

Kader: Konstantinos Tsilimparis, Dimitros Kaffatos, Charilaos Dellios, Evagelos Voglis, Georgios Mastorogiannis, Alexandros Vasilakis, Georgios Zaravinas, Nikolaos Samaras, Spyros Balomenos, Nikolaos Kokolodimitrakis, Georgios Vakalis, Saša Živulović, Georgios Chalkidis, Grigorios Sanikis, Alexandros Alvanos, Savas Karipidis, Nikos Voutsas. Trainer:  Goran Perkovac

## Auszeichnungen
| All-Star-Team | All-Star-Team     | All-Star-Team |
| Pos.          | Spieler           | Team          |
| ------------- | ----------------- | ------------- |
| TW            | Tomas Svensson    | Schweden      |
| LA            | Lars Christiansen | Dänemark      |
| RL            | Wissem Hmam       | Tunesien      |
| RM            | Ivano Balić       | Kroatien      |
| RR            | Kim Andersson     | Schweden      |
| RA            | Florian Kehrmann  | Deutschland   |
| KM            | Igor Vori         | Kroatien      |

| Torschützenliste | Torschützenliste | Torschützenliste | Torschützenliste |
| Rang             | Spieler          | Team             | Tore             |
| ---------------- | ---------------- | ---------------- | ---------------- |
| 1.               | Wissem Hmam      | Tunesien         | 40               |
| 2.               | Issam Tej        | Tunesien         | 30               |
| 3.               | Kim Andersson    | Schweden         | 28               |
| 4.               | Mirza Džomba     | Kroatien         | 27               |